# Svatopluk Turek
Svatopluk Turek (* 25. Oktober 1900 in Hodslavice; † 30. Dezember 1972 in Gottwaldov) war ein tschechoslowakischer Schriftsteller, der unter dem Künstlernamen T. Svatopluk schrieb.
Nach dem Studium an der Prager Akademie der Bildenden Künste (u. a. bei Max Švabinský) arbeitete Turek als Plakatmaler für den Schuhkonzern Baťa in Zlín. Er ist vor allem für sein Buch Botostroj („Die Schuhmaschine“) bekannt, in dem er dieses Unternehmen als einen unmenschlichen Mechanismus und seinen Chef Tomáš Baťa als Diktator darstellte, der das Leben von Menschen zerstöre. Der Roman ist in einer sehr schnellen, ausdrucksstarken Sprache geschrieben.
Die Familie von Tomáš Baťa klagte gegen Turek wegen Verleumdung und erwirkte 1938 ein gerichtliches Verbot des Buchs. Nach 1945 erschien Botostroj in russischer (Moskau 1949, Ogiz bzw. Moskau 1951, Izdatel’stvo literatury na inostrannych jazykach), ukrainischer (Kiew 1950, Radjans’ka Ukrajina bzw. Uschhorod 1955, Zakarpats’ke oblasne vydavnyctvo), polnischer (Warschau: Książka i Wiedza, 1951), bulgarischer (Sofia 1953, Narodna kultura) sowie slowakischer (Bratislava 1955, Smena) Übersetzung.

## Werke
- Botostroj, Prag 1933, Sfinx, B. Janda (übersetzt: Die Schuhmaschine, dt. Der Chef: Roman, Dresden 1953, Sachsenverlag)
- Andělé úspěchu (dt. Engel des Erfolgs). Prag 1937, Lidová kultura
- Bez šéfa (dt. Ohne Chef, Dresden 1955, Sachsenverlag – Folgegeschichte zu Botostroj nach der Verstaatlichung des Baťa-Konzerns)
- Mrtví země (dt. Tote Erde)
- Gordonův trust žaluje (auch unter dem Titel Pán a spisovatel, dt. Herr und Schriftsteller)
- Hrdinové z ostrova
- Švédský mramor, 1961 (dt. Schwedischer Marmor)